# Tremp (tractament tèrmic)
En la ciència de materials, el tremp és un tractament tèrmic consistent en l'escalfament i el ràpid refredament de la peça per a obtenir certes propietats dels materials. S'evita que els processos de baixa temperatura, com ara transformacions de fase, es produeixin amb a penes una estreta finestra de temps en el qual la reacció és alhora favorable termodinàmicament i possible cinèticament. Per exemple, es pot reduir la cristal·lització i, per tant, augmentar la tenacitat, tant d'aliatges com de plàstics.
En metal·lúrgia, és comunament utilitzat per a endurir l'acer mitjançant la introducció de martensita, i en aquest cas l'acer ha de ser refredat ràpidament per mitjà del seu punt eutectoide, la temperatura a la qual l'austenita es torna inestable. En acer aliat amb metalls com ara níquel i manganès, la temperatura eutectoide es torna molt més baixa, però les barreres cinètiques a transformació de fase romanen les mateixes. Això permet d'encetar el tremp a una temperatura inferior, la qual cosa fa el procés molt més fàcil. A l'acer d'alta velocitat també s'afegeix wolframi, que serveix per a elevar les barreres cinètiques i donar la il·lusió que el material es refreda més ràpidament del que en realitat el fa. Tals aliatges fins i tot en refredar-se lentament en l'aire tenen la majoria dels efectes desitjats de tremp.
El refredament extremadament ràpid pot evitar la formació de tota l'estructura cristal·lina, la qual cosa resulta en metall amorf o «vidre metàl·lic».

## Tremp
El tremp és un procés tèrmic pel qual l'acer i també altres aliatges metàl·lics s'endureixen i augmenten la seva resistència. Això es realitza escalfant el material a una certa temperatura, segons el material, i després refredant-lo ràpidament. El material és llavors sotmès a un procés de reveniment per a reduir la fragilitat i suavitzar les tensions internes que es produeixen durant el ràpid refredament del tremp.

### Procés
El tremp de metalls és una progressió: el primer pas és l'escalfament a la temperatura requerida. Aquest escalfament es pot fer per via aèria (forn d'aire) o mitjançant un bany. El temps de permanència en forns d'aire ha de ser d'1 a 2 minuts per a cada mil·límetre de secció transversal. En la utilització de banys el temps sol ser una mica més alt. L'assignació de temps recomanat en banys de sals o de plom és de 0 a 6 minuts. S'ha d'evitar l'escalfament desigual o el reescalfament. La temperatura a que s'ha d'escalfar un acer depèn del seu percentatge en carboni.
S'ha d'anar amb compte a pujar la temperatura (per a augmentar la velocitat de austenització) perquè es pot produir sobreescalfament del gra cristal·lí, amb crema de les vores dels grans que produeix infiltració d'oxigen, oxidació, descarburació, fragilitat excessiva de martensita, retenció d'austenita. En conseqüència, la temperatura depèn del mitjà utilitzat per a refredar: 30 °C més gran que Ac3 si es tracta d'aigua, 50 °C major si és oli i 70 °C si és aire condicionat.

#### Mitjans de refredament
El següent pas és el refredament de la peça. Quan es trempa, hi ha molts tipus de substàncies on refredar. Alguns dels més comuns són: aire, les sals foses, l'oli, la salmorra (aigua salada) i l'aigua. Aquests mitjans s'utilitzen a fi d'augmentar la severitat del refredament.
L'exposició a fluids ha d'assegurar:
- Una velocitat de refredament alta en l'interval A1 - Ms per a evitar la formació de perlita o bainita;
- Una velocitat gamma Ms - Mf (però no massa baixa per a evitar la creació excessiva austenita); aquesta propietat és proporcional a la diferència entre la temperatura del fluid i el seu punt d'ebullició;
- El líquid no ha de descompondre's en contacte amb el metall calent.

Cal distingir dos tipus de fluids: els que no bullen (aire i sals foses) i els que bullen. En els primers, el refredament és relativament uniforme, però en els líquids refrigerants que bullen es produeixen tres etapes:
- En el primer contacte del mitjà amb la peça es forma una pel·lícula de vapor que aïlla la peça (Efecte Leidenfrost), la qual cosa provoca un refredament relativament lent.
- Quan la pel·lícula es trenca, el líquid nou toca la peça de treball, que absorbeix la calor latent d'evaporació i, per tant, aconsegueix la màxima eliminació de l'energia.
- Per sota de la temperatura d'ebullició, hi ha una disminució en l'eliminació de calor.

L'aigua és el mitjà de refredament més estès i més eficient, especialment per a acers al carboni i alguns acers de baix aliatge, però hi ha una petita possibilitat que es causin deformacions i petites esquerdes. La seva acció pot millorar-se amb l'addició de substàncies que eleven el punt d'ebullició, per exemple amb NaCl o NaOH.
Per aconseguir un tremp més suau i uniforme se solen utilitzar olis minerals. L'oli mineral és adequat per a acers de baix i mitjan aliatge, que és capaç de formar austenita estable i després transformar-la amb una baixa velocitat crítica d'enduriment. És més prop del fluid ideal, reduint la tensió interna i defectes del tremp. La velocitat de refredament de l'oli és molt de menor que l'aigua.
L'aire es recomana per a alt aliatge i les peces complexes de baix o mig aliatge.
Les sals foses, adequat per a peces relativament petites i d'acer ben trempat, és especialment aconsellable en tractaments substitutius de tremp isotèrmic.
Per a minimitzar la distorsió, les peces cilíndriques llargues es trempen verticalment; les peces planes en la vora, i les seccions gruixudes han d'entrar primer en el bany. El bany s'agita per a evitar les bombolles de vapor.

### Efectes del tremp
Abans d'endurir el material, la microestructura del material és una estructura de gra de perlita que és uniforme i laminar. La perlita és una mescla de ferrita i cementita formada quan l'acer o ferro colat es fabriquen i es refreda a una velocitat lenta. Després de refredament i ràpid enduriment, la microestructura de la forma material en martensita com una estructura fina, gra d'agulla.

#### Equipaments
Hi ha tres menes de forns que s'utilitzen comunament en tremp: forn bany de sal, forn continu, i la caixa de forn. Cadascun s'utilitza en funció dels altres processos o menes de tremp que es fan en els diferents materials.